# Кајер Сент Илер
Кајер Сент Илер (фр. Caillère-Saint-Hilaire) насеље је и општина у западној Француској у региону Лоара, у департману Вандеја која припада префектури Фонтне ле Конте.
По подацима из 2011. године у општини је живело 1086 становника, а густина насељености је износила 71,07 становника/km². Општина се простире на површини од 15,28 km². Налази се на средњој надморској висини од 100 метара (максималној 137 m, а минималној 49 m).

## Демографија
| 1962. | 1968. | 1975. | 1982. | 1990. | 1999. | 2011. |
| ----- | ----- | ----- | ----- | ----- | ----- | ----- |
| 1.176 | 1.228 | 1.218 | 1.171 | 1.088 | 1.080 | 1.086 |

График промене броја становника у току последњих година